# Juan Ignacio Chela
Juan Ignacio Chela (Buenos Aires, 30 augustus 1979) is een voormalig Argentijns tennisser. Hij speelde tennis op professioneel niveau tussen 1998 en 2012. Hij kwam in 2000 voor het eerst de top 100 binnen en in 2001 voor het eerst de top 50. Zijn hoogste notering op de ATP-ranglijst is de 15e, die hij behaalde op 9 augustus 2004.
Chela heeft in zijn carrière zes enkeltoernooien en drie dubbeltoernooien op zijn naam geschreven. In het enkelspel won hij ook negen challengers en drie futurestoernooien. Zijn beste resultaat in het enkelspel op een grandslamtoernooi is de kwartfinale.

## Carrière

### Jaarverslagen

#### 1997 - 1999
Chela werd proftennisser in 1998. Hij speelde in 1997 en 1998 hoofdzakelijk futures- en challengertoernooien. In 1998 won hij drie futurestoernooien en haalde hij zijn eerste challengerfinale. In maart 1999 won hij zijn eerste challengertoernooi, in Salinas, gevolgd door een tweede challengeroverwinning in oktober in Lima. Hij speelde dat jaar in juli ook zijn eerste ATP-toernooi, in Kitzbühel, waar hij in de eerste ronde verloor.

#### 2000
In februari 2000 haalde hij zijn eerste overwinning op ATP-niveau op het ATP-toernooi van Mexico-Stad, door in de eerste ronde de Zimbabwaan Byron Black te verslaan. Chela won zelfs het toernooi en klopte in de finale zijn landgenoot Mariano Puerta om zo het eerste ATP-toernooi van zijn carrière te winnen. Door deze overwinning kwam Chela voor het eerst binnen in de top 100. In mei haalde hij de kwartfinale op het ATP-toernooi van Mallorca en maakte hij zijn grandslamdebuut op Roland Garros, waar hij in de tweede ronde werd uitgeschakeld. Op Wimbledon verloor hij in de eerste ronde. Tijdens de zomer haalde hij weinig goede resultaten, met onder andere een uitschakeling in de eerste ronde van de US Open. Hij nam in september deel aan de Olympische Zomerspelen in Sydney, waar hij in het enkelspel in de tweede ronde werd uitgeschakeld door de Rus Jevgeni Kafelnikov. In het dubbelspel verloor hij met zijn landgenoot Mariano Zabaleta in de eerste ronde. Chela eindigde het jaar voor het eerst in de top 100, op plaats 63.

#### 2001
In januari 2001 haalde Chela de derde ronde op de Australian Open. Daarna haalde hij de finale van het ATP-toernooi van Bogota. Begin februari kwam Chela voor het eerst binnen in de top 50. Van midden maart tot begin juli speelde Chela niet door een schorsing omwille van dopinggebruik. Hierdoor viel hij ver terug op de ATP-ranking tot buiten de top 800. Na zijn schorsing kwam hij echter sterk terug met een kwartfinale in Amsterdam, een challengerfinale en zes challengeroverwinningen: in Budaörs, Segovia, Ribeirão Preto, Campinas, Szczecin en Lima. Zo klom hij terug op tot een plaats binnen de top 100 en eindigde hij het jaar op plaats 70.

#### 2002
Begin 2002 haalde Chela de finale van het ATP-toernooi van Sydney, die hij verloor van Roger Federer. Op de Australian Open werd hij in de tweede ronde uitgeschakeld door Pete Sampras. Tot Roland Garros haalde hij twee kwartfinales (Scottsdale en het Masterstoernooi van Miami) en twee halve finales (Buenos Aires en Acapulco). Op Roland Garros en Wimbledon verloor hij in de openingsronde. De zomer was vrij succesvol met zijn tweede ATP-winst in Amersfoort, een kwartfinale in Kitzbühel en een finale in Long Island. Op de US Open bereikte hij de vierde ronde, met een overwinning op Tim Henman in de derde ronde. In het najaar behaalde hij minder goede resultaten, met enkel de kwartfinale in Hong Kong als beste resultaat. Chela eindigde 2002 op de 23e plaats.

#### 2003
Chela startte 2003 met een halve finale in Chennai, wat zijn beste resultaat van het jaar zou zijn. Het voorjaar was minder succesvol dan in 2002 met een tweede ronde op de Australian Open en twee kwartfinales (in Buenos Aires en op het Masterstoernooi van Monte Carlo). Op Roland Garros en Wimbledon lag hij er respectievelijk in de derde en tweede ronde uit. In de zomermaanden haalde hij de kwartfinale in Gstaad, Kitzbühel en Long Island en de derde ronde op de US Open. Zijn beste resultaat in het najaar was de kwartfinale op de Masters van Madrid. Chela sloot het jaar of op de 38e plaats.

#### 2004
De eerste twee maanden van 2004 waren in het enkelspel weinig succesvol voor Chela met verlies in de tweede ronde van de Australian Open en een kwartfinale in Costa do Sauípe als beste resultaat. Hij won in februari echter wel zijn eerste ATP-dubbeltitel in Viña del Mar. Daarna ging het beter, met een halve finale in Acapulco, waar hij ook de finale van het dubbelspel haalde, een kwartfinale op de Masters van Indian Wells en toernooiwinst in enkel- en dubbelspel in Estoril. Na deze goede resultaten kwam Chela eind april voor het eerst binnen in de top 20 van de ATP-ranglijst. Op Roland Garros haalde hij de kwartfinale, zijn beste grandslamresultaat tot nu toe, maar op Wimbledon lag hij er al in de tweede ronde uit. Tijdens de zomer kon hij zijn goede vorm niet doorzetten, hoewel hij in augustus met een 15e plaats zijn hoogste ranking tot nu toe haalde. Twee kwartfinales (in Båstad en Long Island) waren zijn beste resultaten tijdens de zomermaanden. Op de US Open verloor hij meteen in de openingsronde. Hij nam die zomer ook deel aan de Olympische Zomerspelen in Athene, waar hij verloor in de eerste ronde van het enkel- en dubbeltoernooi. Ook in het najaar bleven de goede resultaten uit. Chela eindigde 2004 op de 26e plaats.

#### 2005
Chela begon 2005 met twee halve finales (in Adelaide en Auckland). Op de Australian Open werd hij in de derde ronde geklopt door Lleyton Hewitt. Die partij was vrij controversieel omdat Chela, geïrriteerd door Hewitts gedrag, had gespuugd naar de Australiër. Daarom moest Chela wegens onsportief gedrag een boete betalen van 2000 Amerikaanse dollar.
In de periode tot Roland Garros behaalde Chela maar weinig goede resultaten. De kwartfinale op de Masters van Hamburg en de dubbelspelfinale in Estoril waren zijn beste resultaten. Op Roland Garros verloor hij in de tweede ronde. Daarna was hij gedurende twee maanden niet meer actief op het circuit. Hij kwam terug op het circuit in juli op het ATP-toernooi van Los Angeles, waar hij de halve finale haalde. In New Haven bereikte hij ook nog de kwartfinale, maar op de US Open verloor hij al meteen in de eerste ronde. Zijn beste resultaat in het najaar was de halve finale op de challenger van Szczecin. Chela eindigde 2005 op plaats 39.

#### 2006
De eerste helft van 2006 was er een met gemengde resultaten voor Chela. Hij haalde de vierde ronde op de Australian Open, maar verloor telkens in de eerste ronde op Roland Garros en Wimbledon. In februari haalde hij de kwartfinale in Costa do Sauípe en de finale van het ATP-toernooi van Acapulco, die hij verloor van Luis Horna. De zomer was relatief beter met twee halve finales (in Sopot en New Haven) en een finaleplaats in Kitzbühel, maar op de US Open lag hij er weer in de eerste ronde uit. Na de US Open won hij nog maar weinig partijen. Chela sloot het jaar af op plaats 33.

#### 2007
Chela speelde een goede eerste helft van 2007 met, in chronologische volgorde, een kwartfinale in Auckland, een halve finale in Costa do Sauípe, een kwartfinale in Buenos Aires, winst in Acapulco, drie kwartfinales op de Masterstoernooien van Indian Wells, Miami en Rome en een finaleplaats op de World Team Cup. Op de grandslamtoernooien verging het hem echter minder goed: derde ronde op de Australian Open en tweede ronde op zowel Roland Garros als Wimbledon. Na Roland Garros was Chela echter weer - mede door zijn goede start van het jaar - de top twintig ingedoken. Tijdens de zomermaanden haalde Chela de halve finale in Stuttgart en de kwartfinale op de US Open. Zijn beste resultaat na de US Open was de kwartfinale in Wenen. Chela eindigde het jaar voor het eerst in de top 20, op plaats 20.

#### 2008 - 2009
Chela kon zijn sterke seizoensstart van 2007 niet herhalen. Zijn beste resultaten tot Roland Garros waren de halve finale in Buenos Aires en de kwartfinale in Barcelona. Op de grandslamtoernooien kwam hij ook niet ver: eerste ronde op de Australian Open en tweede ronde op Roland Garros. Na Roland Garros speelde hij in 2008 echter geen toernooien meer door een hernia van de tussenwervelschijf. In september viel hij hierdoor weg uit de top honderd. Chela sloot het jaar af op plaats 140.
Chela kwam terug op het circuit in februari. Bij zijn eerste toernooi, in Viña del Mar haalde hij de kwartfinale, maar verdere goede resultaten bleven uit tot hij in mei de kwartfinale haalde in Kitzbühel. Op Roland Garros verloor hij in de eerste ronde. Op de ATP-ranglijst bleef Chela dalen en van mei tot en met juli viel hij soms zelfs even weg uit de top 200. Daarom speelde hij tijdens de zomer en het najaar weer vooral challengers, waarvan hij er een won, in Medellín. Hij nam tussendoor ook deel aan de US Open, maar verloor daar in de tweede ronde. Door de goede resultaten op de challengers (meerdere halve finales en een finale) klom Chela weer naar omhoog op de ATP-ranglijst en sloot hij het jaar weer af in de top 100, op plaats 73.

#### 2010 - 2011
Ook nu startte Chela het jaar met weinig successen. Hij begon met drie eersterondeverliezen (waaronder op de Australian Open) en raakte tot april niet voorbij de tweede ronde op de toernooien die hij speelde. Begin april keerden zijn kansen en won hij het ATP-toernooi van Houston. Hij kon deze vorm echter niet doortrekken en verloor weer vroeg in de volgende toernooien, waaronder Roland Garros en Wimbledon, waar hij respectievelijk in de tweede en eerste ronde verloor. Op Wimbledon was hij echter wel succesvol in het dubbelspel, want hij wist er met zijn landgenoot Eduardo Schwank de halve finales te bereiken. In juli haalde hij de kwartfinale in Umag. Op de US Open verloor hij in de tweede ronde. Ondanks de mindere resultaten wist hij in september zijn tweede toernooi van het jaar te winnen door in de finale in Boekarest de Spanjaard Pablo Andújar te kloppen. Het was de eerste maal dat Chela twee enkeltoernooien in één jaar kon winnen. Chela won in Boekarest ook het dubbelspel. Eind oktober haalde hij nog de kwartfinale in Wenen. Chela sloot het jaar af op plaats 38.
Op de Australian Open verloor Chela andermaal in de eerste ronde. Daarna haalde hij wel enkel mooie resultaten met een kwartfinale in Santiago, een halve finale in Costa do Sauípe en een finaleplaats in Buenos Aires, waarin hij de duimen moest leggen voor Nicolás Almagro. Hij haalde ook de dubbelspelfinale op de Monte Carlo Masters samen met Bruno Soares. Chela maakte ook deel uit van het Argentijnse team dat op de World Team Cup in Düsseldorf de finale verloor van Duitsland. Op Roland Garros evenaarde hij met een kwartfinale zijn beste grandslamresultaat tot dan toe. In Wimbledon verloor hij in de tweede ronde. Tijdens de zomermaanden haalde hij de halve finale in Kitzbühel en de derde ronde op de US Open. Zijn beste prestatie daarna was de halve finale in Boekarest. Chela sloot het jaar weer voor het eerst sinds 2007 af binnen de top 30, op plaats 29.

### Davis Cup
Chela speelde in 2000 voor het eerst voor het Argentijnse Davis Cupteam, in een duel tegen Canada in de halve finale van de Amerikaanse Groep 1. Hij speelde in de Davis Cup in 2000, 2002, 2003, 2006, 2009 en 2011. In totaal speelde hij veertien enkelpartijen, waarvan hij er negen won, en drie dubbelpartijen, waarvan hij er twee won.

## Palmares
| Legenda                       | Legenda               |
| ----------------------------- | --------------------- |
| Grand Slam                    |                       |
| Olympische Spelen             |                       |
| tot 2009                      | vanaf 2009            |
| Tennis Masters Cup            | ATP Finals            |
| ATP Masters Series            | ATP Tour Masters 1000 |
| ATP International Series Gold | ATP Tour 500          |
| ATP International Series      | ATP Tour 250          |

### Enkelspel
| Nr.                  | Datum             | Toernooi         | Ondergrond | Tegenstander in finale | Score            | Details       |
| -------------------- | ----------------- | ---------------- | ---------- | ---------------------- | ---------------- | ------------- |
| Gewonnen finales     |                   |                  |            |                        |                  |               |
| 1.                   | 21 februari 2000  | ATP Mexico-Stad  | Gravel     | Mariano Puerta         | 6-4, 7-6(4)      | Details       |
| 2.                   | 15 juli 2002      | ATP Amersfoort   | Gravel     | Albert Costa           | 6-1, 7-6(4)      | Details       |
| 3.                   | 12 april 2004     | ATP Estoril      | Gravel     | Marat Safin            | 6-7(2), 6-3, 6-3 | Details       |
| 4.                   | 26 februari 2007  | ATP Acapulco     | Gravel     | Carlos Moyá            | 6-3, 7-6(2)      | Details       |
| 5.                   | 5 april 2010      | ATP Houston      | Gravel     | Sam Querrey            | 5-7, 6-4, 6-3    | Details       |
| 6.                   | 20 september 2010 | ATP Boekarest    | Gravel     | Pablo Andújar          | 7-5, 6-1         | Details       |
| Verloren finales     |                   |                  |            |                        |                  |               |
| 1.                   | 28 januari 2001   | ATP Bogota       | Gravel     | Fernando Vicente       | 4-6, 6-7(6)      | Details       |
| 2.                   | 7 januari 2002    | ATP Sydney       | Hardcourt  | Roger Federer          | 3-6, 3-6         | Details       |
| 3.                   | 19 augustus 2002  | ATP Long Island  | Hardcourt  | Paradorn Srichaphan    | 7-5, 2-6, 2-6    | Details       |
| 4.                   | 27 februari 2006  | ATP Acapulco     | Gravel     | Luis Horna             | 6-7(5), 4-6      | Details       |
| 5.                   | 24 juli 2006      | ATP Kitzbühel    | Gravel     | Agustín Calleri        | 6-7(9), 2-6, 3-6 | Details       |
| 6.                   | 14 februari 2011  | ATP Buenos Aires | Gravel     | Nicolás Almagro        | 3-6, 6-3, 4-6    | Details       |
| Gewonnen challengers |                   |                  |            |                        |                  |               |
| 1.                   | 8 maart 1999      | Salinas          | Hardcourt  | Hernán Gumy            | 6-4, 7-6(7)      | 6-4, 7-6(7)   |
| 2.                   | 18 oktober 1999   | Lima (1)         | Gravel     | Jiří Vaněk             | 6-2, 7-5         | 6-2, 7-5      |
| 3.                   | 23 juli 2001      | Budaörs          | Gravel     | Werner Eschauer        | 7-5, 6-1         | 7-5, 6-1      |
| 4.                   | 30 juli 2001      | Segovia          | Hardcourt  | Oleg Ogorodov          | 6-2, 6-3         | 6-2, 6-3      |
| 5.                   | 20 augustus 2001  | Ribeirão Preto   | Gravel     | Pavel Šnobel           | 6-3, 6-2         | 6-3, 6-2      |
| 6.                   | 27 augustus 2001  | Campinas-2       | Gravel     | Diego Moyano           | 6-3, 6-3         | 6-3, 6-3      |
| 7.                   | 17 september 2001 | Szczecin         | Gravel     | Nicolas Coutelot       | 6-1, 6-3         | 6-1, 6-3      |
| 8.                   | 8 oktober 2001    | Lima (2)         | Gravel     | Marcos Daniel          | 6-2, 1-0 RET     | 6-2, 1-0 RET  |
| 9.                   | 2 november 2009   | Medellín         | Gravel     | João Souza             | 6-4, 4-6, 6-4    | 6-4, 4-6, 6-4 |

### Dubbelspel
| Nr.                          | Datum             | Toernooi         | Ondergrond | Partner       | Tegenstanders in finale            | Score           | Details |
| ---------------------------- | ----------------- | ---------------- | ---------- | ------------- | ---------------------------------- | --------------- | ------- |
| Gewonnen finales herendubbel |                   |                  |            |               |                                    |                 |         |
| 1.                           | 9 februari 2004   | ATP Viña del Mar | Gravel     | Gastón Gaudio | Nicolás Lapentti Martín Rodríguez  | 6-1, 7-6(4)     | Details |
| 2.                           | 12 april 2004     | ATP Estoril      | Gravel     | Gastón Gaudio | Leoš Friedl František Čermák       | 6-4, 7-6(4)     | Details |
| 3.                           | 20 september 2010 | ATP Boekarest    | Gravel     | Łukasz Kubot  | Marcel Granollers Santiago Ventura | 6-2, 5-7, 13-11 | Details |
| Verloren finales herendubbel |                   |                  |            |               |                                    |                 |         |
| 1.                           | 1 maart 2004      | ATP Acapulco     | Gravel     | Nicolás Massú | Bob Bryan Mike Bryan               | 2-6, 3-6        | Details |
| 2.                           | 25 april 2005     | ATP Estoril      | Gravel     | Tommy Robredo | František Čermák Leoš Friedl       | 3-6, 4-6        | Details |
| 3.                           | 10 april 2011     | ATP Monte Carlo  | Gravel     | Bruno Soares  | Bob Bryan Mike Bryan               | 3-6, 2-6        | Details |

## Prestatietabellen
| Legenda | Legenda                          |
| ------- | -------------------------------- |
| g.t.    | geen toernooi gehouden           |
| l.c.    | lagere categorie                 |
| –       | niet deelgenomen                 |
| G       | uitgeschakeld in de groepsfase   |
| 1R      | uitgeschakeld in de eerste ronde |
| 2R      | uitgeschakeld in de tweede ronde |
| 3R      | uitgeschakeld in de derde ronde  |
| 4R      | uitgeschakeld in de vierde ronde |
| KF      | uitgeschakeld in de kwartfinale  |
| HF      | uitgeschakeld in de halve finale |
| F       | de finale verloren               |
| W       | het toernooi gewonnen            |
| w-v     | winst/verlies-balans             |

### Prestatietabel enkelspel
| Grandslamtoernooien   |                   |                   |                   |                   |                   |                   |                   |                   |                   |                   |               |               |               |      |         |
| Australian Open       | –                 | –                 | 3R                | 2R                | 2R                | 2R                | 3R                | 4R                | 3R                | 1R                | –             | 1R            | 1R            | 3R   | 14-11   |
| Roland Garros         | –                 | 2R                | –                 | 1R                | 3R                | KF                | 2R                | 1R                | 2R                | 2R                | 1R            | 2R            | KF            | 1R   | 15-12   |
| Wimbledon             | –                 | 1R                | –                 | 1R                | 2R                | 2R                | –                 | 1R                | 2R                | –                 | –             | 1R            | 2R            | 1R   | 4-9     |
| US Open               | –                 | 1R                | –                 | 4R                | 3R                | 1R                | 1R                | 1R                | KF                | –                 | 2R            | 2R            | 3R            | –    | 13-10   |
| Winst-verlies         | 0-0               | 1-3               | 2-1               | 4-4               | 6-4               | 6-4               | 3-3               | 3-4               | 8-4               | 1-2               | 1-2           | 2-4           | 7-4           | 2-3  | 46-42   |
| ATP World Tour Finals |                   |                   |                   |                   |                   |                   |                   |                   |                   |                   |               |               |               |      |         |
| ATP World Tour Finals | –                 | –                 | –                 | –                 | –                 | –                 | –                 | –                 | –                 | –                 | –             | –             | –             | –    | 0-0     |
| ATP Masters 1000      |                   |                   |                   |                   |                   |                   |                   |                   |                   |                   |               |               |               |      |         |
| Indian Wells          | –                 | –                 | 1R                | 3R                | 2R                | KF                | 3R                | 2R                | KF                | 3R                | 1R            | 1R            | 3R            | 2R   | 12-12   |
| Miami                 | –                 | –                 | 1R                | KF                | 3R                | 3R                | 3R                | 4R                | KF                | 2R                | 2R            | 2R            | 2R            | 2R   | 13-12   |
| Monte Carlo           | –                 | 3R                | –                 | 3R                | KF                | 3R                | 1R                | 2R                | 2R                | 1R                | 2R            | –             | 1R            | 1R   | 12-11   |
| Rome                  | –                 | 1R                | –                 | 2R                | 2R                | 1R                | 2R                | 1R                | KF                | 1R                | 1R            | 1R            | 3R            | 1R   | 8-12    |
| Hamburg               | –                 | –                 | –                 | 3R                | 1R                | 1R                | KF                | 1R                | 2R                | 2R                | l.c.          | l.c.          | l.c.          | l.c. | 7-7     |
| Madrid                | –                 | –                 | –                 | 1R                | KF                | 2R                | 2R                | 2R                | 2R                | –                 | 1R            | 2R            | 1R            | 1R   | 6-10    |
| Montréal/Toronto      | –                 | 1R                | –                 | 1R                | 2R                | 3R                | 1R                | 1R                | 1R                | –                 | –             | 2R            | 1R            | –    | 4-9     |
| Cincinnati            | –                 | 1R                | –                 | 1R                | 3R                | 3R                | 3R                | 3R                | 2R                | –                 | –             | –             | 1R            | –    | 9-8     |
| Shanghai              | geen Masters 1000 | geen Masters 1000 | geen Masters 1000 | geen Masters 1000 | geen Masters 1000 | geen Masters 1000 | geen Masters 1000 | geen Masters 1000 | geen Masters 1000 | geen Masters 1000 | –             | –             | –             | –    | 0-0     |
| Parijs                | –                 | –                 | –                 | 1R                | 1R                | 1R                | –                 | 2R                | 2R                | –                 | –             | 1R            | –             | –    | 1-6     |
| Olympische Spelen     |                   |                   |                   |                   |                   |                   |                   |                   |                   |                   |               |               |               |      |         |
| Olympische Spelen     | g.t.              | 2R                | geen toernooi     | geen toernooi     | geen toernooi     | 1R                | geen toernooi     | geen toernooi     | geen toernooi     | –                 | geen toernooi | geen toernooi | geen toernooi | –    | 1-2     |
| Statistieken          |                   |                   |                   |                   |                   |                   |                   |                   |                   |                   |               |               |               |      |         |
| Totaal aantal titels  | 0                 | 1                 | 0                 | 1                 | 0                 | 1                 | 0                 | 0                 | 1                 | 0                 | 0             | 2             | 0             | 0    | 6       |
| Totaal winst-verlies  | 0-3               | 14-18             | 10-10             | 46-29             | 36-27             | 35-26             | 28-26             | 29-27             | 40-25             | 11-12             | 10-11         | 28-24         | 29-24         | 6-12 | 326-277 |
| Eindejaarsranking     | 131               | 63                | 71                | 23                | 38                | 26                | 40                | 33                | 20                | 143               | 73            | 38            | 29            | 176  | n.v.t.  |

N.B. "g.t." = geen toernooi / "l.c." = lagere categorie

### Prestatietabel dubbelspel (grand slam)
| Grandslamtoernooien   |     |               |               |               |     |               |               |               |     |               |               |               |     |        |
| Australian Open       | –   | –             | –             | 2R            | 3R  | 2R            | 2R            | –             | –   | –             | 1R            | 1R            | 2R  | 6-7    |
| Roland Garros         | –   | –             | –             | 2R            | 3R  | 2R            | 1R            | –             | 3R  | 1R            | 1R            | 1R            | 2R  | 7-9    |
| Wimbledon             | –   | –             | –             | 2R            | 1R  | –             | –             | –             | –   | –             | HF            | 3R            | 3R  | 9-5    |
| US Open               | –   | –             | –             | 1R            | 1R  | 1R            | 2R            | –             | –   | 3R            | 2R            | 2R            | –   | 5-7    |
| Winst-verlies         | 0-0 | 0-0           | 0-0           | 3-4           | 4-4 | 2-3           | 2-3           | 0-0           | 2-1 | 2-2           | 5-4           | 3-4           | 4-3 | 27-28  |
| ATP World Tour Finals |     |               |               |               |     |               |               |               |     |               |               |               |     |        |
| ATP World Tour Finals | –   | –             | –             | –             | –   | –             | –             | –             | –   | –             | –             | –             | –   | 0-0    |
| Olympische Spelen     |     |               |               |               |     |               |               |               |     |               |               |               |     |        |
| Olympische Spelen     | 1R  | geen toernooi | geen toernooi | geen toernooi | 1R  | geen toernooi | geen toernooi | geen toernooi | –   | geen toernooi | geen toernooi | geen toernooi | –   | 0-2    |
| Statistieken          |     |               |               |               |     |               |               |               |     |               |               |               |     |        |
| Totaal aantal titels  | 0   | 0             | 0             | 0             | 2   | 0             | 0             | 0             | 0   | 0             | 1             | 0             | 0   | 3      |
| Eindejaarsranking     | 487 | 780           | 260           | 113           | 41  | 90            | 87            | 287           | 257 | 204           | 52            | 49            | 113 | n.v.t. |